# Gare de Veuves – Monteaux
Gare de Veuves - Monteaux – przystanek kolejowy w Veuves, w departamencie Loir-et-Cher, w Regionie Centralnym, we Francji.
Jest przystankiem kolejowym Société nationale des chemins de fer français (SNCF), obsługiwanym przez pociągi TER Centre kursujących między Tours i Blois.